# جيمي كالندر
جيمي كالندر (بالإنجليزية: Jamie Callender)‏ هو سياسي أمريكي، ولد في 9 يناير 1965 في كنتاكي في الولايات المتحدة. حزبياً، نشط في الحزب الجمهوري. وقد انتخب عضو مجلس نواب أوهايو.